# St. Thomas (Pretzien)

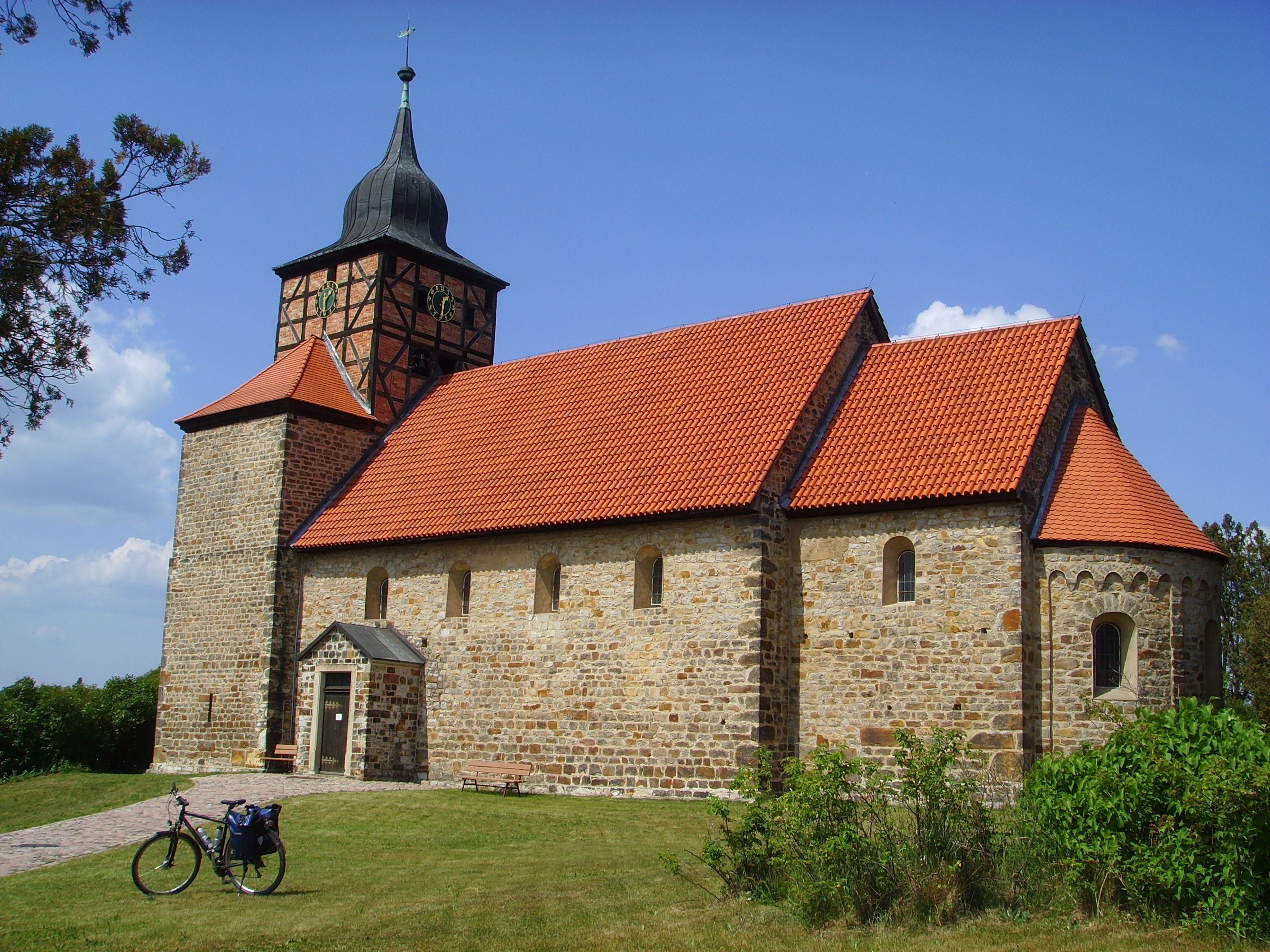
Dorfkirche St. Thomas

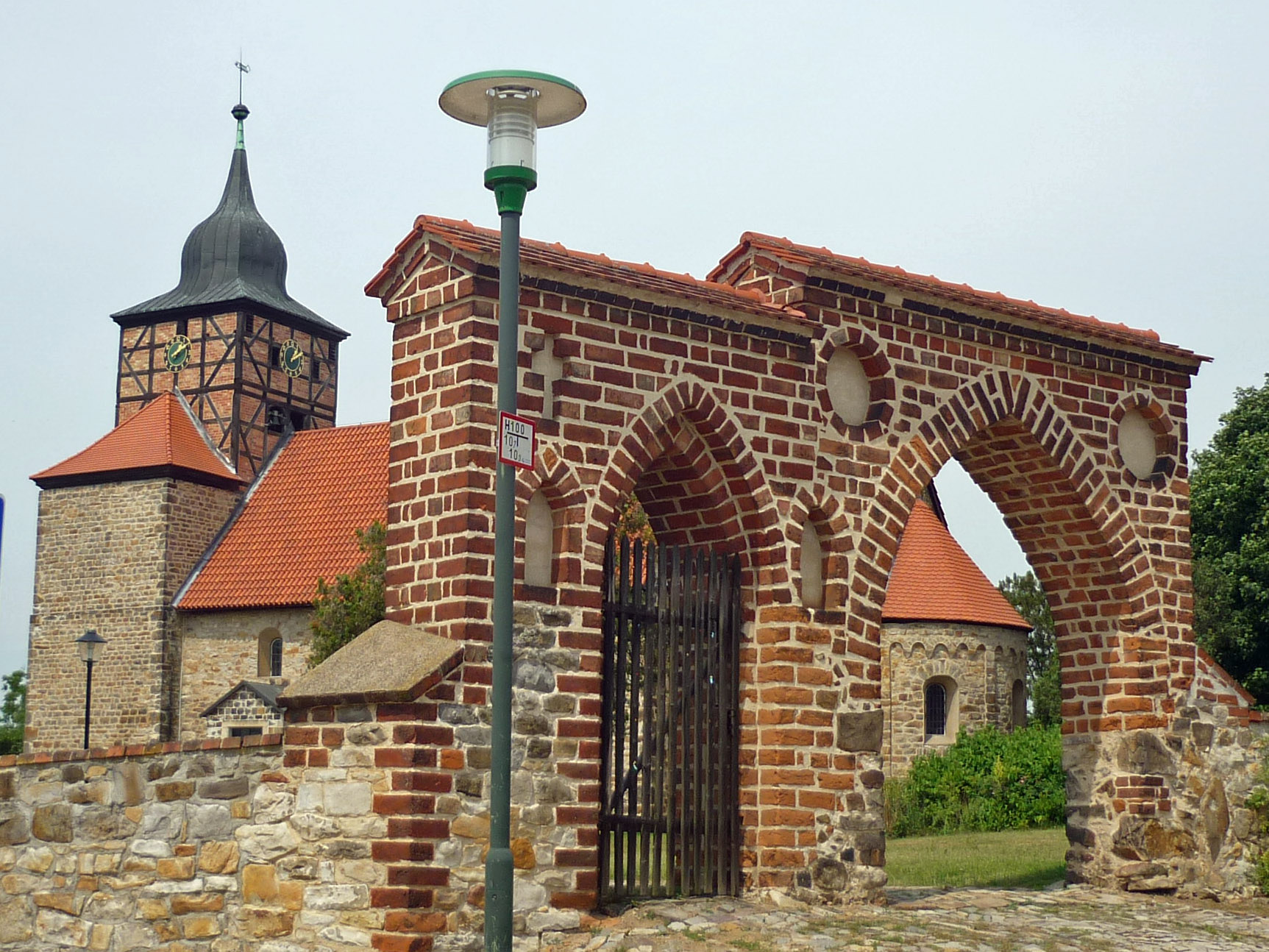
Portal der Friedhofsmauer

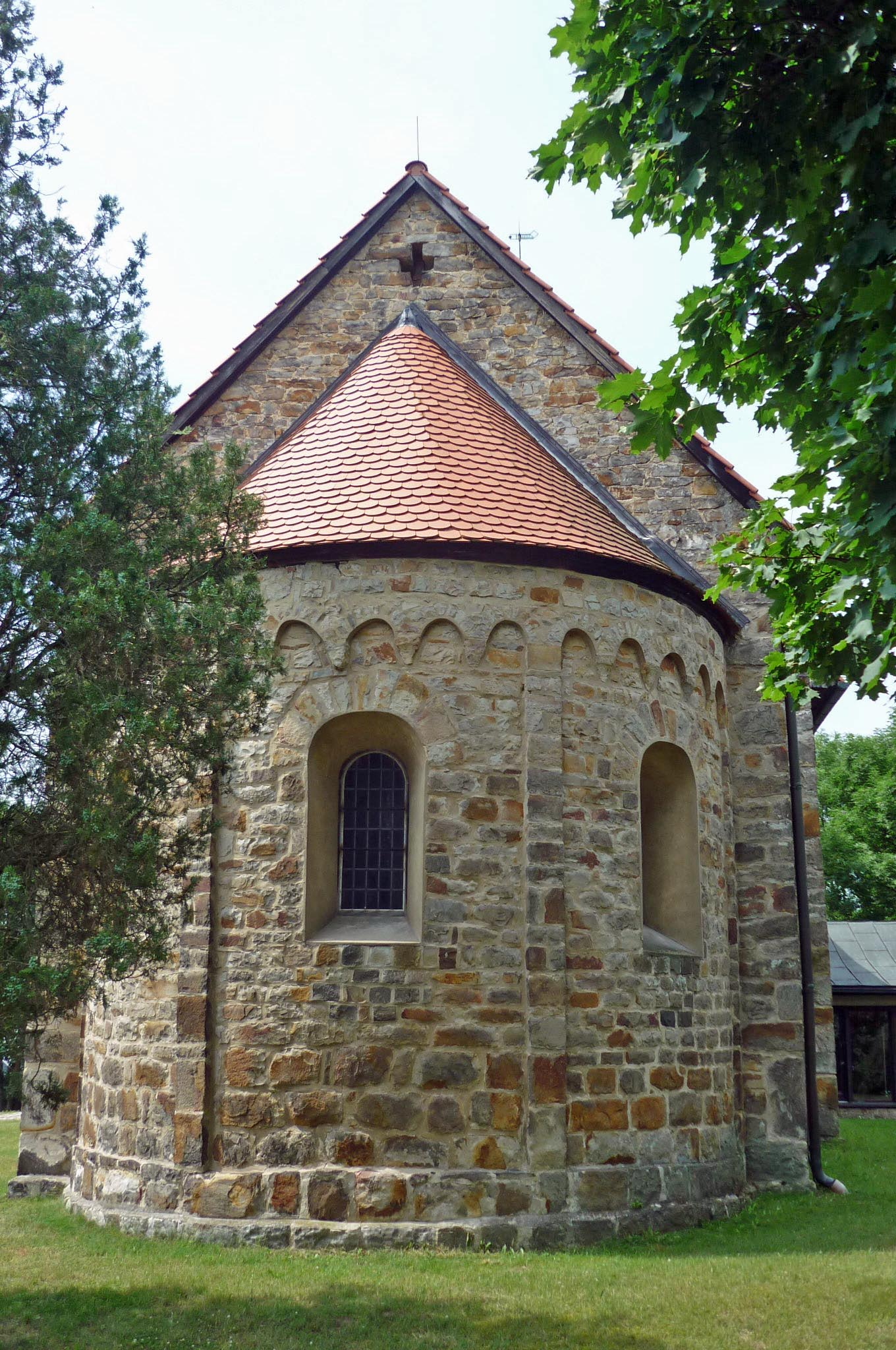
Choransicht der Dorfkirche

Die Dorfkirche St. Thomas ist ein denkmalgeschütztes Kirchengebäude in Pretzien, einem Ortsteil von Schönebeck im Salzlandkreis (Sachsen-Anhalt). Die Kirche ist eine Station auf der Straße der Romanik. Sie gehört zum Kirchspiel Gommern & Pretzien im Kirchenkreis Elbe-Fläming der Evangelischen Kirche in Mitteldeutschland. Das Gotteshaus ist nach Thomas von Canterbury benannt.

## Geschichte und Architektur
Der Markgraf Albrecht der Bär ließ 1140 die romanische Saalkirche als klassische vollständige Anlage in Bruchstein errichten. Sie wurde dem Patrozinium des Apostels Thomas unterstellt. Der Fachwerkaufsatz des mit einer Haube bekrönten Turmes wurde 1796 errichtet.

## Wandmalereien

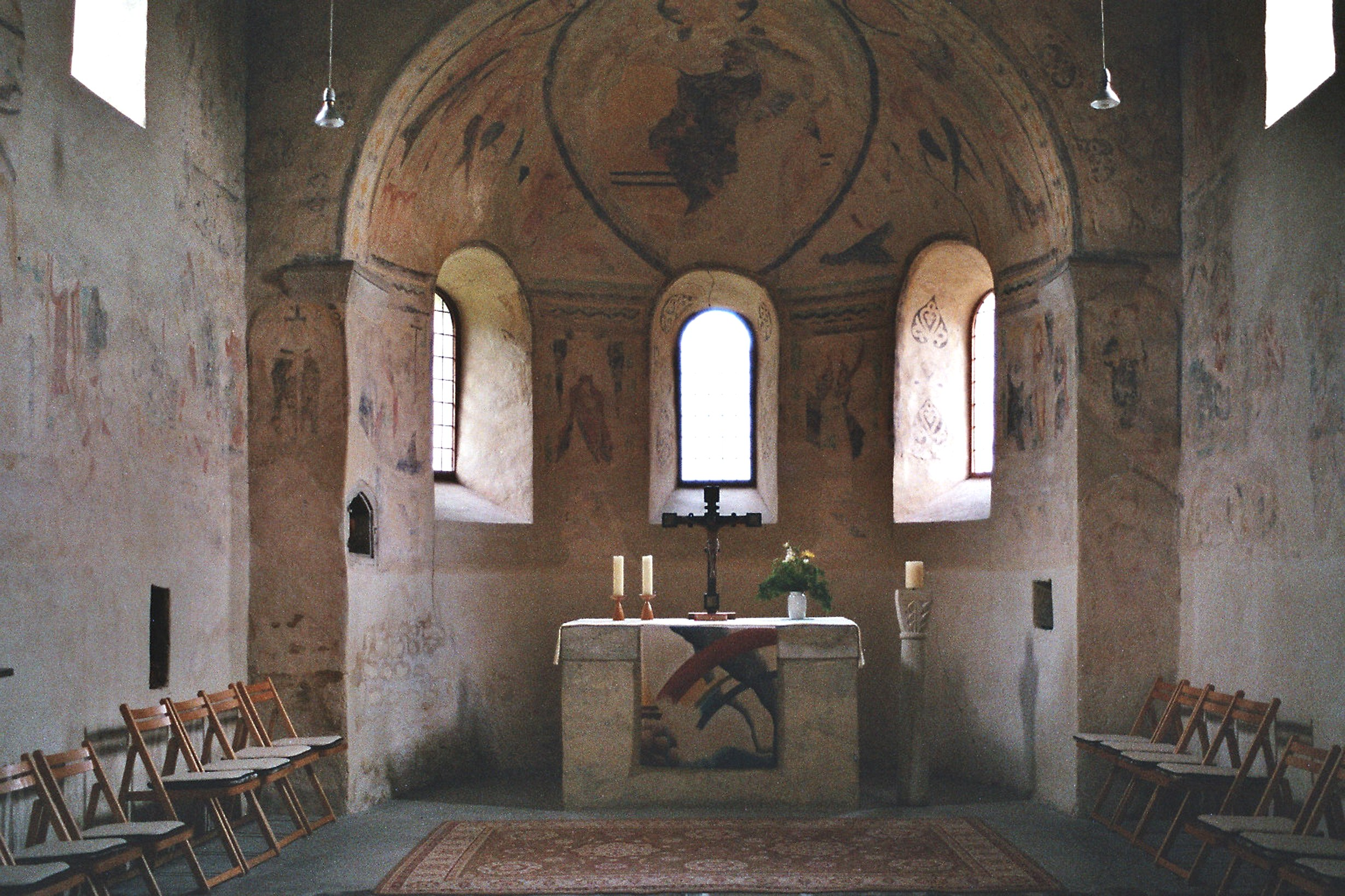
Altarraum mit freigelegter, mittelalterlicher Fresco-Secco-Malerei

Die Wandmalereien im Altarraum und darüber hinaus stammen aus dem 13. Jahrhundert: Sie zeigen die üblichen Bilder dieser Zeit, wie Christus in der Gloriole und Maria neben Johannes dem Täufer, in der Apsis, diese Bilder sind von Heiligen, Propheten und Engeln umgeben. Der Chorraum ist mit Darstellungen der klugen und törichten Jungfrauen, Isaak mit seinen Söhnen und des Lazarus geschmückt. Diese um 1300 übermalten Fresco-Secco-Malereien entdeckte in den 1970er Jahren die Restauratorin Anna-Maria Meussling und legte sie auf einer Fläche von 92 m² frei. Anschließend wurden sie gesichert. Die anderen Malereien, wie z. B. die Seelenwägung, sind in jüngerer Zeit entstanden.
1980 schuf der Künstler Hubert Distler in der Kirche auf einer freien Wandfläche sein großflächiges Fresco zum Thema Himmlisches Jerusalem. Seine Arbeit entstand als Geschenk an die Kirchengemeinde, mit deren Pfarrer Rüdiger Meussling und dessen Frau Anna-Maria Meussling Distler befreundet war. Die Einweihung war am 9. August 1980.

## Ausstattung
Die barocke Ausstattung wurde 1740 geschaffen. Noch aus romanischer Zeit stammt der kelchförmige, zwölfseitige Taufstein auf rundem Fuß erhalten. Hinter der Orgel steht das „Heilige Grab“.

## Hüfken-Orgel
Die Orgel baute die Firma Reinhard Hüfken aus Halberstadt 1992; die Disposition erstellte Matthias Eisenberg. Das Instrument verfügt über 17 Register, die auf zwei Manuale und Pedal verteilt sind. Mit dem Einbau des Zimbelsterns erfolgte 2008 die Fertigstellung.

## „Pretziener Musiksommer“
Pfarrer Rüdiger Meussling und Anna-Maria Meussling organisierten von 1974 bis 2014 den Pretziener Musiksommer in der St. Thomas-Kirche in Pretzien, bei dem etwa Matthias Eisenberg regelmäßig Orgelkonzerte gab.